# Casa Thoreau-Alcott
La Casa Thoreau-Alcott (Thoreau-Alcott House) es una casa histórica en el 255 de Main Street, Concord (Massachusetts, Estados Unidos), hogar de escritores como Henry David Thoreau y Louisa May Alcott en diferentes momentos.

## Historia
La casa fue construida en 1849 por Josiah Davis y fue añadida al Registro Nacional de Lugares Históricos de los Estados Unidos en 1976.
Henry David Thoreau se mudó a la casa en 1850 con su familia;  se quedó hasta su muerte acaecida el 6 de mayo de 1862. Después de la muerte de su madre Abby May, Louisa May Alcott adquirió la residencia para su hermana Anna Alcott Pratt, que se mudó a la casa junto con su padre Amos Bronson Alcott. Fue en esta casa donde Louisa May escribió su novela Jo's Boys (1886), una secuela de Mujercitas (1868).
Hoy en día, la casa se conserva como propiedad privada.